# ستنیواتس
ستنیواتس (صربی: Stenjevac) یک منطقهٔ مسکونی در صربستان است که در Despotovac واقع شده‌است.